# 흰털티티
흰털티티(Callicebus pallescens) 또는 흰티티는 신세계원숭이에 속하는 티티원숭이의 일종이다. 남아메리카의 볼리비아와 브라질 그리고 파라과이에서 발견된다.